# Holyhead
Holyhead (velšsky Caergybi) je největší město na ostrově Anglesey na severu Walesu. V roce 2011 zde žilo 11 431 obyvatel. V roce 1965 zde byl otevřen Kostel Panny Marie. Město je sídlem fotbalového klubu Holyhead Hotspur F.C. V roce 1927 se zde konal festival National Eisteddfod.
Nachází se zde velký přístav. Pobřežní železnice severního Walesu spojuje město s anglickým Crewe. Začíná a končí zde stezka Anglesey Coastal Path kolem ostrova.